# Високошвидкісна залізниця Мадрид — Барселона
Високошвидкісна залізниця Мадрид — Барселона — високошвидкісна залізниця завдовжки 621 км стандартної колії, відкрита 20 лютого 2008 року. Розрахована на швидкість 350 км/год, сполучена із залізничними системами сусідніх країн, вона сполучає міста Мадрид та Барселону, час в дорозі 2 години 30 хвилин. У Барселоні ця лінія сполучена зі швидкісною залізничною лінією Перпіньян — Барселона, що прямує до Франції, де сполучена з європейською мережею високошвидкісних залізниць.
Лінія була введена в експлуатацію у декілька етапів, дільниця Мадрид — Лерида була відкрита у жовтні 2003 року, у грудні 2006 р. черга до Таррагони, у лютому 2008 року відкрита секція до Барселони. У січні 2013 року був завершено останній відрізок — до французького кордону — лінія була завершена.